# Polygala sardoa
Polygala sardoa är en jungfrulinsväxtart som beskrevs av Chod.. Polygala sardoa ingår i släktet jungfrulinssläktet, och familjen jungfrulinsväxter. Inga underarter finns listade i Catalogue of Life.